# HD25823
HD25823 — хімічно пекулярна зоря спектрального класу B9, що має видиму зоряну величину в смузі V приблизно  5,2.
Вона знаходиться у сузір'ї Тельця  й розташована на відстані близько 494,2 світлових років від Сонця.

## Фізичні характеристики
Зоря HD25823 обертається порівняно повільно навколо своєї осі. Проєкція її екваторіальної швидкості на промінь зору становить  Vsin(i)= 23км/сек.
Телескоп Гіппаркос зареєстрував фотометричну змінність  даної зорі з періодом    7,23 доби в межах від  Hmin= 5,16 до  Hmax= 5,13.

## Пекулярний хімічний вміст
Зоряна атмосфера HD25823 має підвищений вміст Si.

## Магнітне поле
Спектр даної зорі вказує на наявність магнітного поля у її зоряній атмосфері.
Напруженість повздовжної компоненти поля оціненої з аналізу
наявних ліній металів становить  667,7± 470,3 Гаус.